# The Centurions
The Centurions (ibland kallad The Centurians) var ett amerikanskt surfrockband, bildat i Newport Beach, Kalifornien. 
Bandet var aktivt under sent 1950-tal och tidigt 1960-tal. The Centurions släppte ett studioalbum, Bullwinkle Part II. Några av deras låtar har förekommit i filmerna Pink Flamingos, Pulp Fiction och i ett avsnitt av TV-serien How I Met Your Mother.  

## Medlemmar
- Jerry Dicks – keyboard
- Joe Dominic – trummor
- Ernie Furrow – gitarr, basgitarr
- Pat Gaguebin – saxofon, munspel
- Jeff Lear – basgitarr
- Ken Robinson – saxofon, flöjt, klarinett
- Dennis Rose – gitarr, basgitarr

## Diskografi (urval)
Album
- 1963 – Surfers' Pajama Party Recorded Live On The U.C.L.A. Campus (livealbum)
- 1995 – Bullwinkle Part II